# عبدالله الصیداوی
عبدالله الصیداوی (عربی: عبدالله الصيداوي؛ زادهٔ ۴ اوت ۱۹۷۹) بازیکن فوتبال اهل فلسطین بود.
وی همچنین در تیم ملی فوتبال فلسطین بازی کرده است.